# ジョゼフ・スタラールト
ジョゼフ・スタラールト（Joseph Stallaert、1825年3月19日 - 1903年11月24日）はベルギーの画家である。

## 略歴
フラームス＝ブラバント州のメルシュテム(Merchtem)に生まれた。父方の祖父は詩人であったが、両親は商人になり、スタラールトも、父親の意向で商人の仕事の見習いとして働き始めた。たまたま雇い主は風景画家の Edmond De Schampheleerの親戚で、雇い主の援助を受けて、絵の勉強を始め、De Schampheleerの推薦でブリュッセルの画家、フランソワ＝ジョセフ・ナヴェスのスタジオで学ぶことができた。父親が亡くなった後、仕事を辞め画家の修業に専念した。
1839年9月にフランソワ＝ジョセフ・ナヴェスが校長を務めるブリュッセル王立美術アカデミーに入学し、ナヴェスの指導を受け、1844年に風景画で賞を取り、翌年は歴史画の賞を得た。1849年にはイタリアへの留学資格の得られる賞を取り、1952年までイタリアに滞在した。イタリアでは、フランスのローマ賞を得て留学していた、アレクサンドル・カバネルと親しくなり、バチカン宮殿のラファエロの間の壁画作品を研究した。ナポリも訪れ、ポンペイの遺跡も訪れた。
1852年にブリュッセルに戻るとブリュッセルの市庁舎の壁画を描き、トゥルネーの美術学校の校長に任じられた。
1865年にブリュッセル王立美術アカデミーの教授に選ばれた。1895年に1881年からアカデミーの校長を務めていたジャン＝フランソワ・ポルテールが亡くなった後、アカデミーの校長に選ばれ、3年間、その仕事をし、彫刻家のシャルル・ヴァン・デル・スタッペンにその職を譲った。すでにブリュッセル議会の定める定年の70歳に達していたので1900年に引退した。
師のフランソワ＝ジョセフ・ナヴェスから続いたベルギーにおける「新古典派」、アカデミック美術を代表する画家の最後の一人とされる。1880年以降はアカデミーの学生の多くは、アカデミックな美術から離反していくことになった。
スタラールトに学んだ学生にはジャン・デルヴィル、ジェームズ・アンソールらがいる。

## 作品

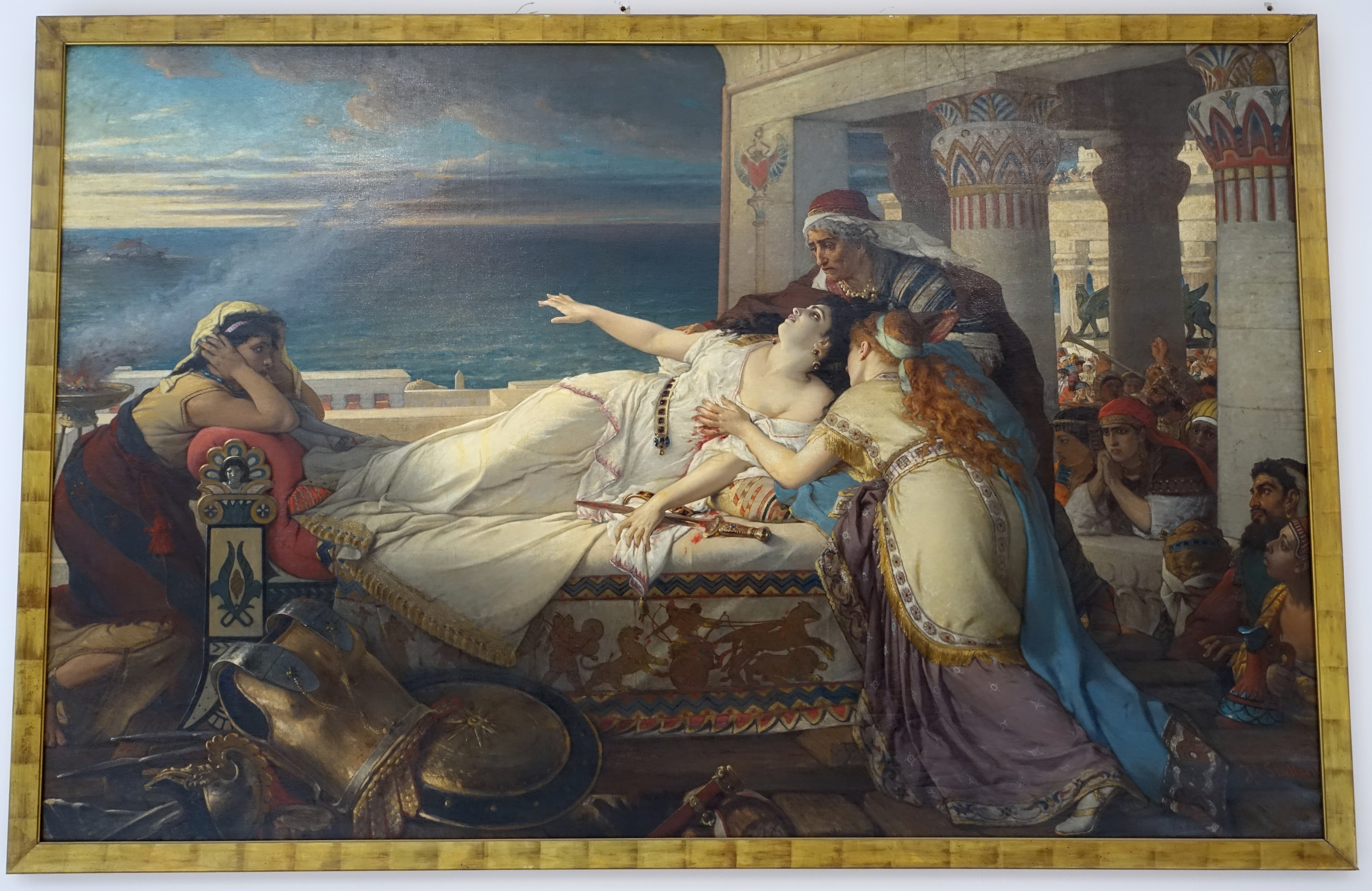
「ディードーの死」(c.1872)
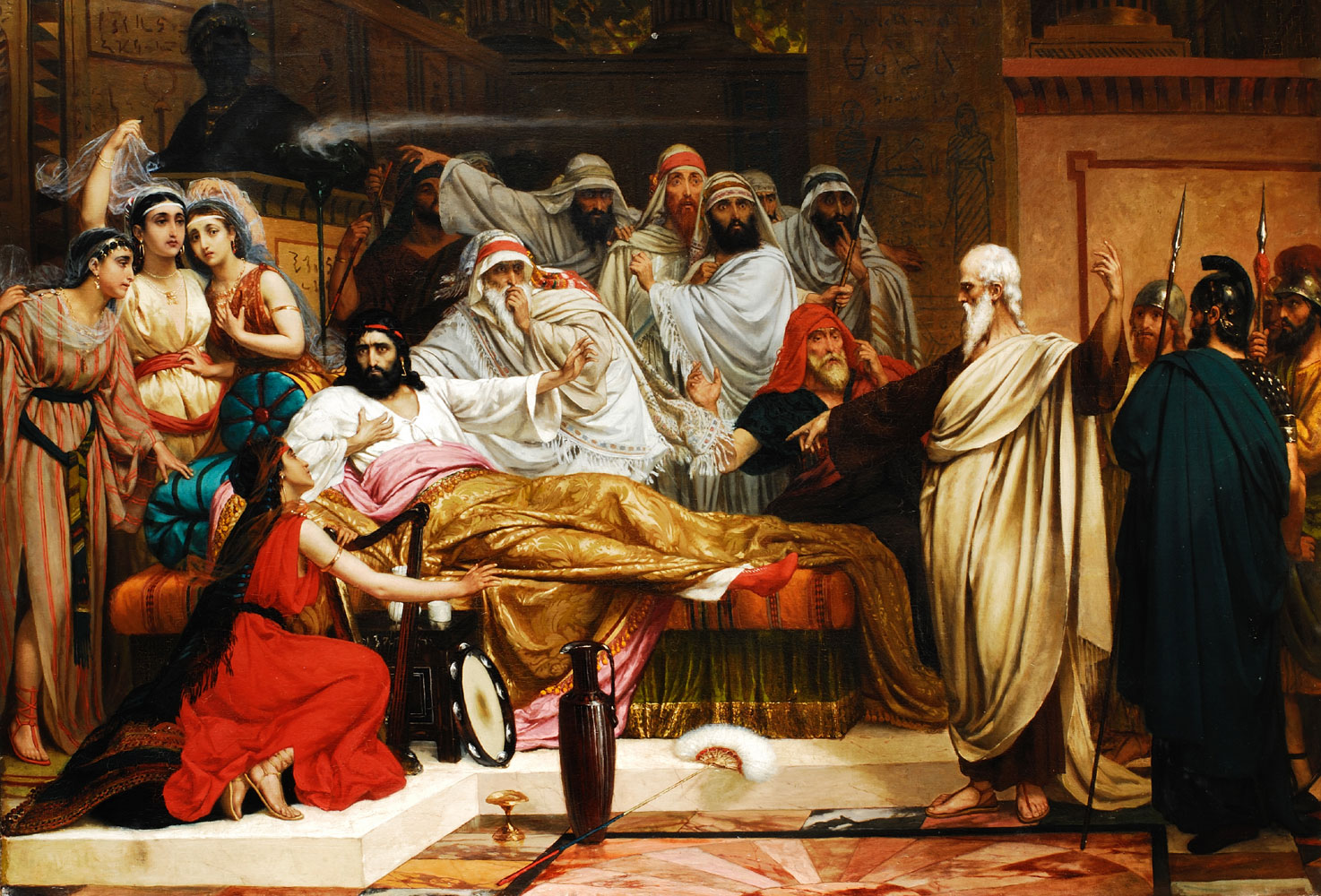
エルサレムの陥落を予言するエレミヤ
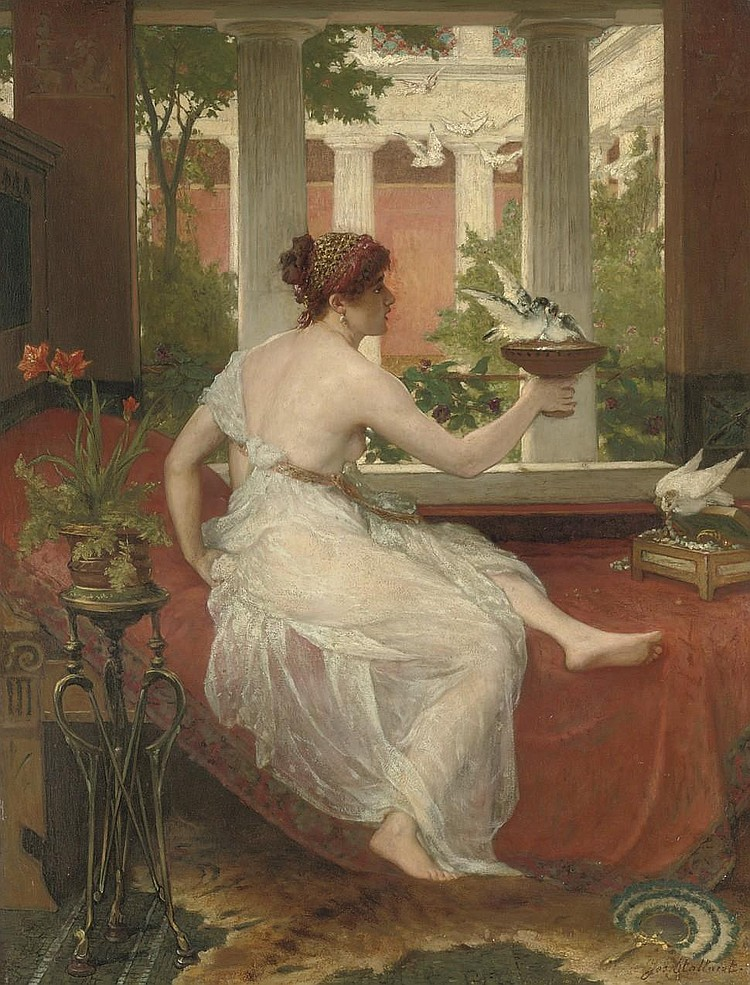